# Kuryłówka (gmina)
Kuryłówka – gmina wiejska w województwie podkarpackim, w powiecie leżajskim.
Siedziba gminy to Kuryłówka (tuż po wojnie Leżajsk).
Według danych z 31 grudnia 2024 roku gminę zamieszkuje 5 454 osoby

## Demografia

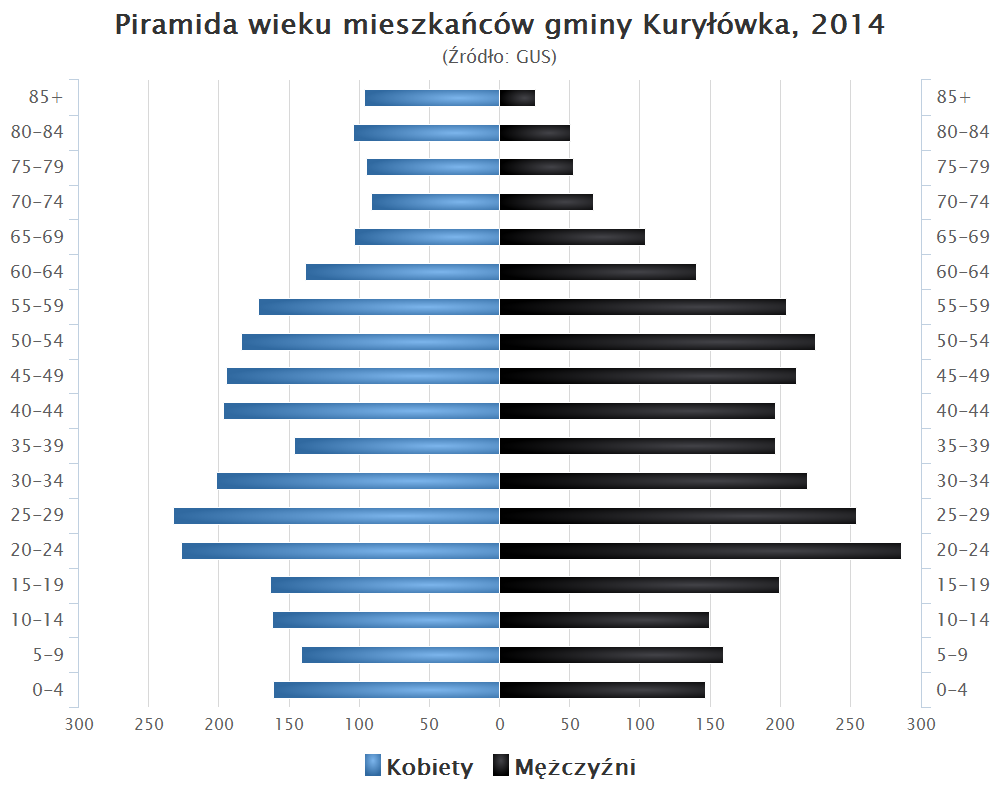
Piramida wieku mieszkańców gminy Kuryłówka w 2014 roku

Dane z 31 grudnia 2017 roku.
| Opis                              | Ogółem | Ogółem | Kobiety | Kobiety | Mężczyźni | Mężczyźni |
| --------------------------------- | ------ | ------ | ------- | ------- | --------- | --------- |
| jednostka                         | osób   | %      | osób    | %       | osób      | %         |
| populacja                         | 5 703  | 100    | 2 834   | 49,7    | 2 869     | 50,3      |
| gęstość zaludnienia (mieszk./km²) | 40     | 40     | 19      | 19      | 21        | 21        |

## Sołectwa
Brzyska Wola, Dąbrowica, Jastrzębiec, Kolonia Polska, Kulno, Kuryłówka, Ożanna, Słoboda, Tarnawiec, Wólka Łamana.

## Sąsiednie gminy
Adamówka, Biszcza, Krzeszów, Leżajsk, Leżajsk – miasto, Potok Górny, Tarnogród